# کول‌تپه طویله شامی
کول تپه طویله شامی مربوط به عصر آهن - سده‌های اولیه دوران‌های تاریخی پس از اسلام است و در شهرستان اهر، بخش مرکزی، دهستان بزکش، روستای طویله شامی واقع شده و این اثر در تاریخ ۱۵ دی ۱۳۸۷ با شمارهٔ ثبت ۲۳۹۶۴ به‌عنوان یکی از آثار ملی ایران به ثبت رسیده است.